# Darapskita
La darapskita és un mineral de la classe dels sulfats.

## Característiques
La darapskita és un sulfat de fórmula química Na₃(SO₄)(NO₃)(H₂O). Cristal·litza en el sistema monoclínic. Es troba en forma de cristalls tabulars prismàtics, allargats en [001] o [010], aplanats en {100}, de fins a 10 centímetres; amb menor freqüència cristalls tabulars gruixuts {100} amb contorns lleugerament rectangulars; poques vegades estalactítica, o en forma de "flors"; comunament en agregats granulars barrejats amb altres minerals salins. La seva duresa a l'escala de Mohs és 2,5.
Segons la classificació de Nickel-Strunz, la darapskita pertany a «07.D - Sulfats (selenats, etc.) amb anions addicionals, amb H₂O, amb cations de mida mitjana i grans; amb NO₃, CO₃, B(OH)₄, SiO₄ o IO₃» juntament amb els següents minerals: clinoungemachita, humberstonita, ungemachita, bentorita, charlesita, ettringita, jouravskita, sturmanita, thaumasita, carraraïta, buriatita, rapidcreekita, korkinoïta, tatarskita, nakauriïta, chessexita, carlosruizita, fuenzalidaïta i txeliabinskita.

## Formació i jaciments
Generalitzada en dipòsits de nitrat comercials, omplint els filons i les cavitats en regolites cimentades. Sol trobar-se associada a altres minerals com: nitratina, nitre, blödita, mirabilita, epsomita, halita i anhidrita. Va ser descoberta l'any 1891 a la Pampa del Toro, a Oficina Lautaro, Taltal (Antofagasta, Xile).